# Keron Cummings
Keron Cummings (n. Puerto España, Trinidad y Tobago, 28 de mayo de 1988) es un futbolista trinitense que juega como mediocampista y actualmente milita en el North East Stars de la TT Pro League de Trinidad y Tobago. 

## Selección nacional
Hizo su debut el 6 de mayo de 2010 en un amistoso ante Chile disputado en el estadio Tierra de Campeones en Chile. Cummings ingresó de cambio al minuto 79 por Hughtun Hector. El marcador final fue 2-0 a favor de los chilenos.

### Partidos
Ha disputado un total de 6 partidos con la selección trinitaria, de los cuales ha ganado dos, empató uno y perdió dos. Fue titular en siete partidos mientras que entró como suplente en uno. Y ha anotado dos goles.
| Partidos | Partidos    | Partidos  | Partidos                 | Partidos                     | Partidos      | Partidos | Partidos                | Partidos       | Partidos |
| N°       | Rival       | Resultado | Fecha                    | Lugar                        | Competencia   | Goles    | Cambio                  | DT             |          |
| -------- | ----------- | --------- | ------------------------ | ---------------------------- | ------------- | -------- | ----------------------- | -------------- | -------- |
| 1        | Chile       | 2:0 (:)   | 6 de mayo de 2010        | Iquique Chile                | Amistoso      | -        | 79' por Hughtun Hector  | Russell Latapy |          |
| 2        | Santa Lucía | 0:3 (0:1) | 21 de septiembre de 2010 | St. John's Antigua y Barbuda | Amistoso      | -        | 54' por Kevon Carter    | Russell Latapy |          |
| 3        | Guyana      | 1:1 (1:1) | 26 de septiembre de 2010 | Providence Guyana            | Amistoso      | -        | 83' por Lester Peltier  | Russell Latapy |          |
| 4        | Curazao     | 1:0 (0:0) | 5 de junio de 2015       | Willemstad Curazao           | Amistoso      | -        | -                       | Stephen Hart   |          |
| 5        | Cuba        | 2:0 (2:0) | 12 de julio de 2015      | Glendale EE. UU.             | Copa Oro 2015 | -        | 68' por Ataullah Guerra | Stephen Hart   |          |
| 6        | México      | 4:4 (1:0) | 15 de julio de 2015      | Charlotte EE. UU.            | Copa Oro 2015 | 55' 67'  | 89' por Willis Plaza    | Stephen Hart   |          |

### Goles con selección nacional
| Gol | Fecha                    | Sede                                              | Oponente | Marcador | Resultado | Competencia   |
| --- | ------------------------ | ------------------------------------------------- | -------- | -------- | --------- | ------------- |
| 1.  | 15 de julio de 2015      | Bank of America Stadium, Charlotte, EE. UU.       | México   | 2 – 1    | 4 - 4     | Copa Oro 2015 |
| 2.  | 15 de julio de 2015      | Bank of America Stadium, Charlotte, EE. UU.       | México   | 2 – 3    | 4 - 4     | Copa Oro 2015 |
| 3.  | 4 de septiembre del 2015 | Rio Tinto Stadium, Salt Lake City, Estados Unidos | 0 – 2    | 3 - 3    | Amistoso  |               |

## Clubes
| Club              | País              | Año               |
| ----------------- | ----------------- | ----------------- |
| W Connection      | Trinidad y Tobago | 2010 - 2012       |
| St. Ann's Rangers | Trinidad y Tobago | 2013 - 2014       |
| North East Stars  | Trinidad y Tobago | 2014 - Actualidad |